# دانشگاه بیشاپز
دانشگاه بیشاپز یکی از دانشگاه‌های کانادا است. این دانشگاه در شهر شربروک واقع است.

## تاریخچه
دانشگاه بیشاپز در سال ۱۸۴۳ افتتاح شد.

## مشخصات
این دانشگاه دارای حدوداً ۲۱۰۰ دانشجو می‌باشد. علوم‌پایه، زبانهای مختلف و هنرها برخی از رشته‌های تحصیلی در این دانشگاه است.

## نگارخانه

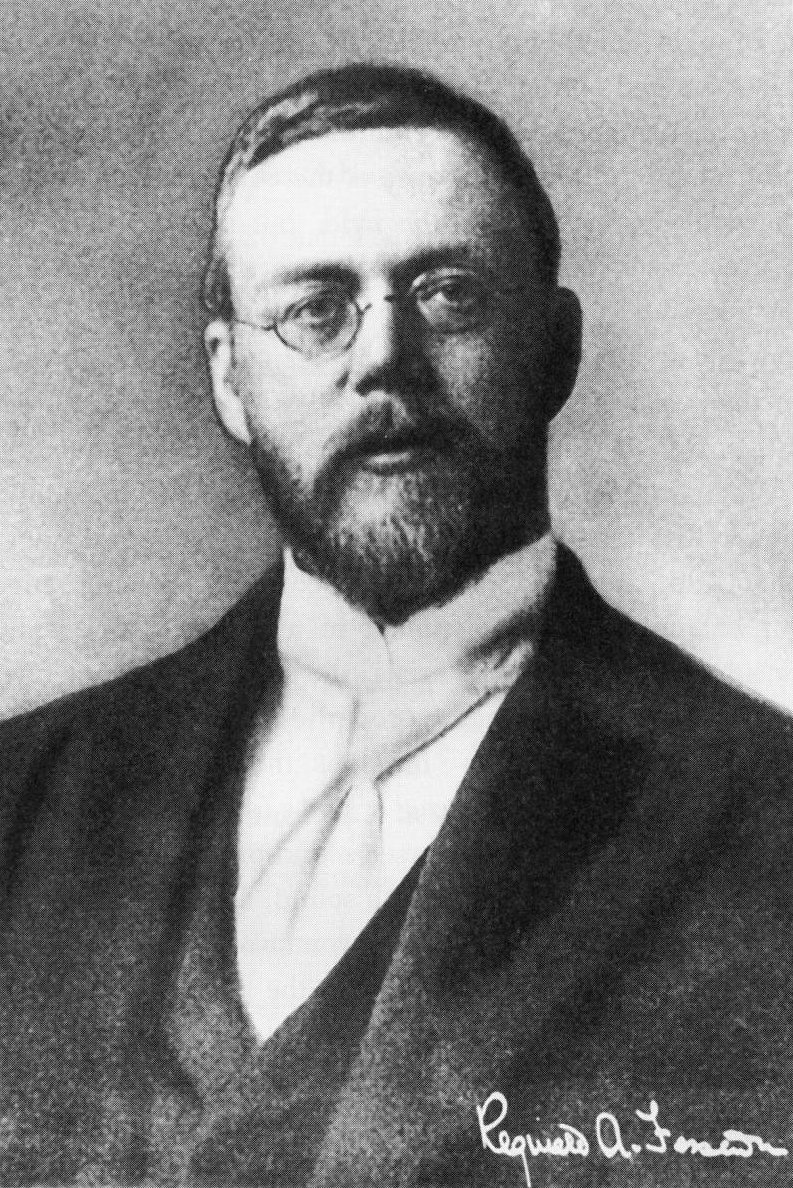
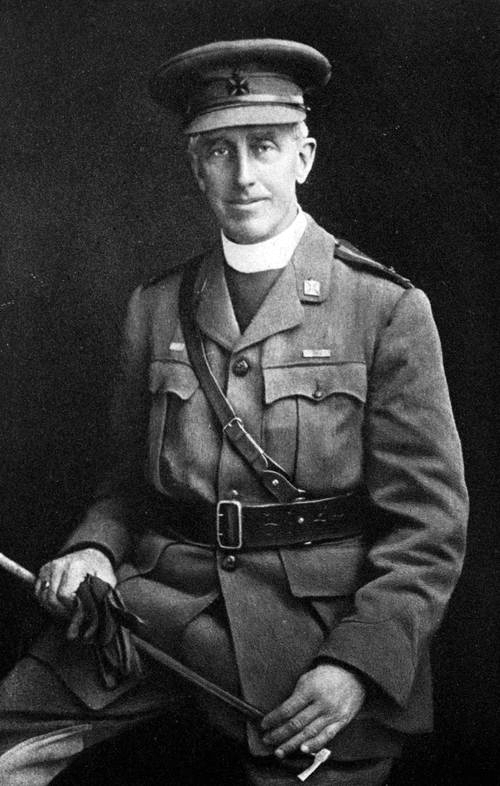
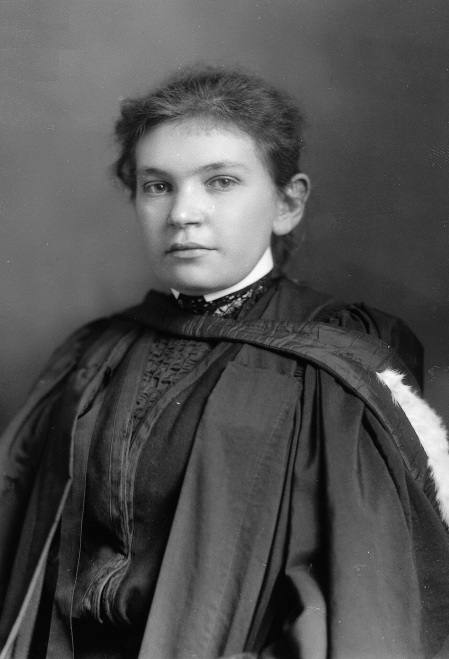
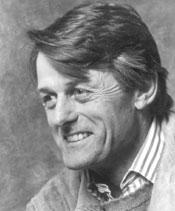
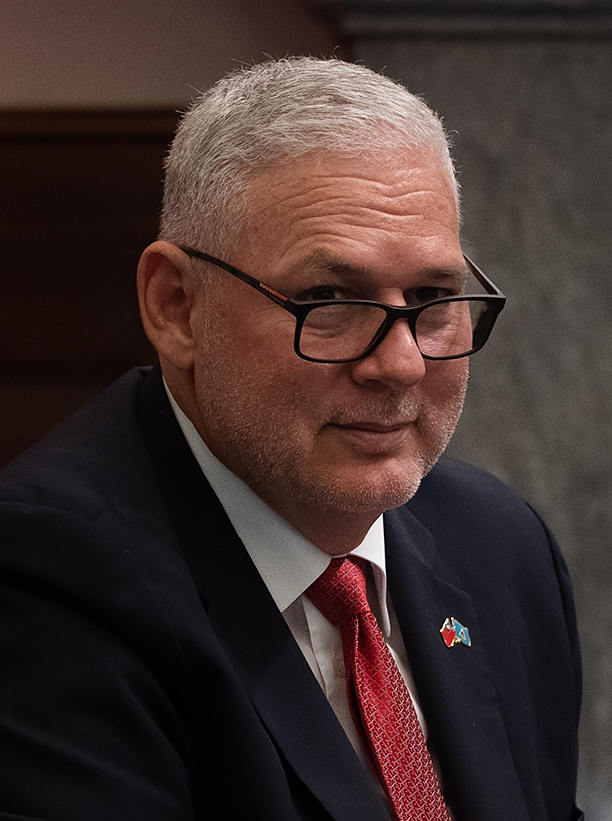